# Безналичное общество
Безналичное общество — состояние экономики, при котором финансовые трансакции проводятся не с помощью денег в форме физических банкнот или монет, а посредством передачи цифровой информации (обычно электронного представления денег) между участниками трансакции. Безналичные общества возникли при бартере и других методах безналичного обмена. В конце XX — начале XXI века стали возможны безналичные трансакции с использованием кредитных карт, дебетовых карт, мобильных платежей и цифровых валют, таких как биткойн.
Концепция безналичного общества широко обсуждалась в связи со все более широким использованием цифровых методов записи, управления и обмена в торговле и инвестициях во многих странах мира, а также вытеснением трансакций с использованием наличных денег, их заменой на трансакции в электронном виде. Некоторые[какие?] страны теперь устанавливают ограничения на трансакции и суммы трансакций с использованием наличных средств.

## История
Тенденция к использованию в повседневной жизни безналичных операций и расчётов началась в 1990-х годах, когда электронный банкинг стал обычным явлением.
К 2010-м годам цифровые способы оплаты, такие как PayPal, системы цифровых кошельков, Apple Pay, бесконтактные платежи и платежи NFC с помощью электронной карты или смартфона, а также электронные счета, были широко распространены во многих странах.
К 2020-м годам использование крупных сумм наличных в трансакциях сократилось, в том числе из-за подозрений, вызываемых их использованием при отмывании денег и финансировании терроризма. Некоторые поставщики и розничные торговцы до такой степени ограничивают оплату наличными, что для их действий используется выражение «война с наличными деньгами». Согласно маркетинговому исследованию потребителей, проведённому в США в 2016 году, 75 % респондентов предпочли кредитную или дебетовую карту в качестве способа оплаты, в то время как только 11 % респондентов предпочитали наличные. В 2009 году были основаны компании Venmo и Square, развивающие технологии в сфере цифровых платежей. Venmo позволяет физическим лицам производить прямые платежи другим лицам, не имея наличных денег. Square — это технология, позволяющая, в первую очередь малому бизнесу, получать платежи от своих клиентов.
К 2016 году только около 2 % стоимости трансакций в Швеции приходилось на наличные деньги, и лишь около 20 % от общего количества розничных трансакций осуществлялись наличными. Менее половины банковских отделений в стране проводили кассовые операции. Отказ от наличных денег в Швеции объясняется тем, что банки убедили работодателей использовать прямой депозит в 1960-х годах — взимали плату за чеки, начиная с 1990-х годов, запустили удобную систему Swish для платежей со смартфона на смартфон в 2012 году, а также запустили в 2011 году систему IZettle для приёма карточных платежей мелкими розничными продавцами.

## Исследования
Среди первых социологических исследований безналичных обществ см. Aldo Haesler, Sociologie de l’argent et postmodernité, Geneva & Paris 1995.

## Показатели

### Доля в общем количестве трансакций
| Страна                  | %  |
| ----------------------- | -- |
| Сингапур                | 61 |
| Нидерланды              | 60 |
| Франция                 | 59 |
| Швеция                  | 59 |
| Канада                  | 57 |
| Бельгия                 | 56 |
| Соединенное Королевство | 52 |
| Соединенные Штаты       | 45 |
| Австралия               | 35 |
| Германия                | 33 |
| Южная Корея             | 29 |
| Испания                 | 16 |
| Бразилия                | 15 |
| Япония                  | 14 |
| Китай                   | 10 |
| ОАЭ                     | 8  |
| Тайвань                 | 6  |
| Италия                  | 6  |
| Южная Африка            | 6  |
| Польша                  | 5  |
| Россия                  | 4  |
| Мексика                 | 4  |
| Греция                  | 2  |
| Колумбия                | 2  |
| Индия                   | 2  |
| Кения                   | 2  |
| Таиланд                 | 2  |
| Малайзия                | 2  |
| Саудовская Аравия       | 1  |
| Перу                    | 1  |
| Египет                  | 1  |
| Индонезия               | 0  |
| Нигерия                 | 0  |

В 33 странах, включённых в «Ежегодник европейских платежных карт за 2015-16 годы», среднее количество платежей по картам на душу населения в год составляет 88,4. Для сравнения: датчанин в среднем совершает 268,6 платежей по картам в год, финн в среднем 243,6, исландец в среднем 375,5, средний норвежец — 353,7, а средний швед — 270,2. Это означает, что количество платежей по картам в Скандинавии от двух с половиной до четырёх раз выше, чем в среднем по Европе.— Euromonitor International
Обычной мерой того, насколько страна приближается к «безналичному обществу», является доля безналичных платежей от общего количества трансакций, совершаемых в этой стране. Например, в странах Северной Европы доля безналичных операций выше, чем в остальной части Европы.

### Количество наличных денег в обращении
Нужно учесть, что объём наличных денег в обращении может сильно различаться в двух странах с одинаковым показателем доли безналичных операций. Несмотря на то, что идея безналичного общества широко обсуждается, большинство стран наращивают количество наличных в обращении. Исключение составляют Южная Африка, предложение банкнот которой сильно колеблется по сравнению с большинством стран, и Швеция, которая значительно сократила объём наличных с 2007 года. Объём наличных в Китае снижался с 2017 по 2018 год.
| Наличных на жителя (в долларах США) | Код | Курс обмена на конец 2018 года | Наличных на жителя (в местной валюте) | Страна или область      |
| ----------------------------------- | --- | ------------------------------ | ------------------------------------- | ----------------------- |
| 10 194                              | CH  | 0,9842                         | 10 033                                | Швейцария               |
| 8 471                               | HK  | 7,8319                         | 66 346                                | Гонконг                 |
| 8 290                               | JP  | 109,9127                       | 911 000                               | Япония                  |
| 6 378                               | SG  | 1,3617                         | 8 684                                 | Сингапур                |
| 5 238                               | US  | 1,0000                         | 5 238                                 | США                     |
| 4230                                | XM  | 0,8734                         | 3 695                                 | Еврозона                |
| 2404                                | AU  | 1,4166                         | 3 405                                 | Австралия               |
| 2 003                               | KR  | 1,116,0961                     | 2 236 000                             | Корея                   |
| 1 924                               | CA  | 1,3629                         | 2 623                                 | Канада                  |
| 1 683                               | SA  | 3,7500                         | 6 311                                 | Саудовская Аравия       |
| 1417                                | UK  | 0,7813                         | 1 107                                 | Соединённое Королевство |
| 1 009                               | RU  | 69,6203                        | 70 234                                | Россия                  |
| 825                                 | CN  | 6,8778                         | 5 672                                 | Китай                   |
| 682                                 | SE  | 8,9562                         | 6111                                  | Швеция                  |
| 680                                 | MX  | 19,6438                        | 13 365                                | Мексика                 |
| 513                                 | AR  | 37,6680                        | 19 318                                | Аргентина               |
| 327                                 | BR  | 3,8812                         | 1,271                                 | Бразилия                |
| 311                                 | TR  | 5,2915                         | 1,646                                 | Турция                  |
| 230                                 | IN  | 69,6330                        | 16 042                                | Индия                   |
| 205                                 | ZA  | 14,3750                        | 2 945                                 | ЮАР                     |
| 196                                 | ID  | 14 410 4803                    | 2 827 000                             | Индонезия               |

### Количество наличных денег в обращении (исторические данные)
Количество наличных денег в обращении увеличилось в последние десятилетия во всех странах, кроме Швеции. Самые старые сравнительные данные в Банке международных расчётов относятся к 1978 году и включают только доллар США и 10 других валют.
| Страна                  | 2018 г. | 2008 г. | 1998 г. | 1988 г. | 1978 г. | 2018/1978 | В год   |
| ----------------------- | ------- | ------- | ------- | ------- | ------- | --------- | ------- |
| Швейцария               | 10 194  | 6 371   | 3 065   | 2 688   | 2 008   | 5,08      | 4,15 %  |
| Япония                  | 8 290   | 7 436   | 3728    | 2 275   | 724     | 11,45     | 6,28 %  |
| Соединённые Штаты       | 5 238   | 2 927   | 1 679   | 870     | 428     | 12,24     | 6,46 %  |
| Германия                | 4230    | 3 324   | 1,759   | 1300    | 680     | 6,22      | 4,68 %  |
| Бельгия                 | 4230    | 3 324   | 1 244   | 1 127   | 1229    | 3,44      | 3,14 %  |
| Франция                 | 4230    | 3 324   | 804     | 700     | 605     | 6,99      | 4,98 %  |
| Италия                  | 4230    | 3 324   | 1 205   | 747     | 394     | 10,74     | 6,11 %  |
| Нидерланды              | 4230    | 3 324   | 1 272   | 1 189   | 679     | 6,23      | 4,68 %  |
| Канада                  | 1 924   | 1444    | 685     | 554     | 320     | 6.01      | 4,59 %  |
| Соединённое Королевство | 1417    | 1168    | 726     | 470     | 326     | 4,35      | 3,74 %  |
| Швеция                  | 682     | 1 553   | 1 082   | 1 063   | 772     | 0,88      | -0,31 % |

## Правовой статус

### Соединённые Штаты
В ряде штатов и городов США запрещены торговые точки с исключительно безналичным расчётом. А именно:
- штат Массачусетс — с 1978 года[12];
- штат Нью-Джерси — с 2019 года (исключения предусмотрены при аренде автомобилей, в автоматизированных гаражах и в магазинах аэропортов)[13];
- штат Род-Айленд — с 2019 года[14];
- город Филадельфия — с 2019 года[15];
- город Сан-Франциско — с 2019 года[16];
- город Нью-Йорк — с 2020 года[17].

## Преимущества безналичного общества

### Снижение бизнес-рисков и затрат
С точки зрения бизнеса, безналичные платежи устраняют следующие бизнес-риски: подделка денег, кража (в том числе сотрудниками (растрата)). Затраты на физическую безопасность, физическую обработку наличных денег (снятие со счёта, транспортировка, подсчёт) также снижаются при переходе на безналичную систему, как и риск отсутствия в кассе наличных денег для сдачи.

### Снижение передачи болезней через наличные деньги
Наличные деньги являются переносчиком болезнетворных организмов. Вместе с тем, наличные с меньшей вероятностью передают болезни, чем многие другие предметы, такие как терминалы для кредитных карт. Опасения инфекций побудили немецкий центральный банк Deutsche Bundesbank заявить, что «наличные деньги не представляют особого риска заражения для населения».

### Скорость трансакций
Сеть ресторанов Sweetgreen обнаружила, что в точках безналичной оплаты (с клиентами, использующими платежные карты или мобильное приложение) трансакции могут обрабатываться на 15 % быстрее.

### Ликвидация банкнот большого номинала для сокращения преступности
Важным вопросом при использовании денег является противодействие их незаконному использованию, например:
- отмывание денег,
- уклонение от уплаты налогов,
- финансирование незаконной деятельности.

При использовании традиционных денег, незаконные транзакции можно замаскировать вложением в недвижимость, антиквариат или товары, такие как бриллианты, драгоценные металлы. В безналичном обществе прозрачность трансакций облегчит выявление незаконных операций.
Экономист К. Рогофф предложил систему «уменьшенной наличности», при которой небольшие банкноты и монеты доступны для анонимных повседневных трансакций, но исключаются банкноты большого достоинства. Это сделало бы количество денег, необходимое для перемещения больших сумм, физически неудобным и более лёгким для обнаружения. Крупные банкноты также наиболее ценны для подделки. Подобные меры уже применялись: в 1945 году Великобритания запретила обращение банкнот номиналом выше 5 фунтов стерлингов из-за опасений нацистской подделки, с 2000 года в Канаде выведена из обращения банкнота в 1000 канадских долларов , Европейский центральный банк с 2019 года больше не выпускает банкноты номиналом 500 евро.

### Сбор экономических данных
Вместо проведения «дорогостоящих и периодических» обследований, собранные «в реальном времени» данные о расходах граждан могут содействовать разработке и реализации эффективной экономической политики. Регистрируя финансовые трансакции, правительство может лучше отслеживать движение денег с помощью финансовых отчетов, что позволяет исключать чёрные расчёты и незаконные трансакции.

### Упрощение личного планирования и учёта
По мере совершения цифровых платежей трансакции хранятся в учёте. Безналичные платежи облегчают отслеживание доходов и расходов и фиксируют движение денег. Записи трансакций помогают гражданам более эффективно управлять своим бюджетом.

## Критика
В цифровой экономике произведённые платежи могут отслеживаться государственными и частными организациями, что является источником уязвимостей. Например, сохранение и последующий анализ данных о покупках позволяет создавать профили потребителей, что позволяет прогнозировать будущую активность клиента. Таким образом, создаётся возможность повсеместной слежки, когда люди могут отслеживаться как корпорациями, так и правительством. Кроме того, собранные персональные данные необходимо тщательно охранять, иначе может произойти утечка данных.

### Проблемы для не охваченных банковскими услугами
Безналичные системы могут быть проблемой для социальных групп, которые в настоящее время полагаются на наличные деньги. К ним относятся бедные слои населения, инвалиды, пожилые люди, иммигранты без документов и молодёжь. Для электронных трансакций требуется банковский счёт и некоторое знакомство с платёжной системой. Многие люди в бедных странах и районах имеют ограниченный доступ к банковским услугам или вообще не имеют доступа к ним. В США в 2012 году почти треть населения не имела доступа к полному спектру основных финансовых услуг. В 2011 году исследование FDIC показало, что примерно четверть домохозяйств, годовой доход которых составляет менее 15 000 долларов США, не имеют банковских счетов. 7,7 % от общего числа жителей в Соединённых Штатах не имели банковских счетов — более 20 % в некоторых городах и сельских округах и более 40 % в некоторых переписных районах по состоянию на 2016 год.
В рамках инициативы Smart Nation Сингапур движется к безналичной экономике. В 2017 году 14,4 % населения страны были старше 65 лет, и большинство пожилых людей по-прежнему использовали наличные в качестве единственного метода оплаты. Для людей, не привыкших к цифровым методам оплаты, решение таких проблем, как управление утерянными картами или паролями, может создать потенциальные проблемы.

### Цифровое мошенничество
Когда платёжные трансакции хранятся на серверах, это увеличивает риски несанкционированного взлома хакерами. Финансовые кибератаки и цифровая преступность также создают большие риски при отказе от наличных денег. Многие компании уже страдают от утечки данных, в том числе из платёжных систем. Электронные счета уязвимы для несанкционированного доступа и перевода средств на другой счёт или несанкционированных покупок.
Атаки на телекоммуникационную инфраструктуру или случайные её отключения также препятствуют работе системы электронных платежей в отличие от операций с наличными, которые могут продолжаться с минимальной инфраструктурой.

### Авторитарный контроль
Противники безналичного общества указывают, что полностью безналичная система, помимо отслеживания всех трансакций, позволит центральному правительству:
- Ввести налог на трансакцию с каждого платежа между физическими лицами[46].
- Исключить хранение наличных денег как средства, позволяющего избежать номинальных отрицательных процентных ставок, которые используются для борьбы с дефляцией путём ограничения сбережений (наиболее эффективно в сочетании с запретом на бартер, частную валюту, такую как биткойн, и хранение драгоценных металлов, таких как золото). Для некоторых типов денег может быть установлено «истечение срока действия», и они станут бесполезными, если не будут потрачены определённым образом или в определённое время[46][47]. Впрочем, такие же риски возможны с наличными деньгами, если правительство допускает высокую инфляцию или позволяет своей валюте претерпеть девальвацию.
- Тоталитарные режимы могли бы проводить более эффективную массовую слежку и мешать определённым лицам покупать что-либо или зарабатывать деньги[48].
- Ограничить тип потребительских товаров, которые можно приобрести за определённую сумму денег (родители могут сделать то же самое с карманными деньгами детей)[49].

## Безналичное общество в Швеции
Швеция — один из примеров, к чему приводят усилия по созданию безналичного общества. Шведское общество коренным образом изменилось с 2000 по 2017 год из-за попыток заменить все наличные деньги цифровыми способами оплаты. Идея безналичных банковских отделений зародилась в Швеции между 2000 и 2005 годами, при этом безналичное отделение было шагом к предстоящему закрытию этого отделения. Примерно с 2008 года шведские банки начали предоставлять своим клиентам специальное оборудование, которое можно было использовать для обработки финансовых трансакций (например, цифровых платежей по счетам) из дома. Однако у людей по-прежнему был выбор использовать наличные деньги, и те, кто хотел, могли вести дела с наличными в остальных офисах банка.
Эта тенденция достигла своего пика в связи с обменом в 2015-17 годах всех шведских монет и банкнот (за исключением монеты 10 крон). По сообщению головных офисов банков, наличные деньги больше не требовались, поскольку снятие средств и внесение депозитов было возможно (в ограниченных количествах) с помощью автоматов. Но для «правил безопасности» максимальная сумма, которую мог снять клиент банка, составляла от 5 000 до 10 000 шведских крон в неделю, также были установлены аналогичные «правила безопасности» для депозитов. Позже все крупные обычные банки с филиалами начали принудительный процесс закрытия филиалов или их превращения в «безналичные» отделения. Сегодня существует очень мало отделений, работающих с наличными деньгами.
Ограниченная доступность наличных денег в Швеции вызвала трудности для небольших магазинов и мини-маркетов, которые зависят от наличных денег, поскольку при работе в таком финансовом режиме они не могут вносить на счета ежедневную выручку или получать разменную монету. Для решения этих проблем шведские банки представили платёжную систему для мобильных телефонов, известную как Swish. Но эта система также страдала от множества проблем.
Банки (и первоначально СМИ) относились к жалобам как «проблемам пожилых людей», то есть считали, что жалобы связаны с переходным периодом на изучение новой технологии, а не с недовольством из-за нового метода платежа как такового. Противники изменений, однако, высказывали опасения по поводу роста числа мошеннических трансакций, а быстрое развитие квантовых компьютеров усиливает опасения по поводу взлома системы. Споры о безналичной Швеции усложнились, когда шведский орган «Шведское агентство по чрезвычайным ситуациям» в своем письме «Om Kriget Eller Krisen Kommer» («Если наступит война или кризис») опубликовал список предметов для постоянного хранения дома, который включал «наличные в мелких купюрах». В Швеции прошла волна негативной критики со стороны экспертов, не относящихся к банковской сфере, которые выразили свою озабоченность.
Бывший глава полиции Бьорн Эрикссон весной 2016 года основал движение, известное как Kontantupproret или «Петиция за наличные». Это движение быстро выросло до значительных размеров, и многие его участники описывают проблемы, связанные со всё более враждебным отношением банков к наличным деньгам. Спектр жалоб охватывает широкий круг вопросов. Например, известный деятель TV3 Роберт Ашберг высказал обеспокоенность по поводу сохранения конфиденциальности: после того, как он заплатил в аптеке с помощью системы Swish, он почти сразу получил на свой мобильный телефон рекламное объявление из той же аптеки. Сванте Линюссон, профессор математики, утверждает, что «ликвидация наличных денег медленно разрушает нашу демократию». Бильярдный клуб в Мальмё, отказавшийся от любых расчётов, кроме наличных, был почти вынужден закрыться после того, как банк, с которым они работали 20 лет, отказал им в обслуживании (банк утверждал, что наличные деньги не отслеживаются в отчётности, собираемой для расследования преступлений). Традиционный летний рынок на севере Ликселе обанкротился из-за компьютерной ошибки. Поскольку люди были обязаны платить телефонами (Swish) и картами, у них не было достаточно денег для ведения бизнеса на своём рынке.
Как правило, новые законы об отмывании денег требуют доказательств источников для больших сумм наличных денег. Банки в Швеции винят законы ЕС, но законы ЕС разрешают трансакции на сумму не более 15 000 евро, в то время как шведские банки требуют доказательств и могут отказать в приёме или конфисковать наличные без учёта какого-либо нижнего предела и предъявляют высокие требования к документации.